# Robert Neuner
Robert Richard Neuner (geboren 8. April 1898 in München; gestorben 14. September 1945 in Washington, D.C.) war ein deutscher Jurist.
Der Sohn eines Zahnarztes studierte Rechtswissenschaft an der Universität München, wo er 1922 promoviert und 1925 über „Privatrecht und Prozeßrecht“ für Deutsches bürgerliches Recht, Zivilprozessrecht und Römisches Recht habilitiert wurde. Ab 1927 lehrte er als außerordentlicher Professor römisches und deutsches Recht an der Deutschen Universität Prag. 1929/30 lehrte er für ein akademisches Jahr an der Harvard University. 1934 wurde er in Prag zum ordentlichen Professor für Zivilprozeßrecht ernannt.
Nach dem deutschen Einmarsch in die Tschechoslowakei im März 1939 emigrierte Neuner über die Schweiz und Frankreich in die Vereinigten Staaten. Dort übernahm er eine Professur für internationales Privatrecht an der Yale University. Er beriet die amerikanische Federal Communications Commission und war an der Vorbereitung der Nürnberger Prozesse beteiligt.

## Schriften
- Beitrage zum Zivilprozess. J. Bensheimer, Mannheim 1925.
- Privatrecht und Prozessrecht. J. Bensheimer Verl., Mannheim 1925.
- Internationale Zuständigkeit. J. Bensheimer, Mannheim 1929.
- Einführende bemerkungen zum Restatement of the law of contracts., [Berlin] 1931.
- Der Sinn der international privatrechtlichen Norm. Eine Kritik der Qualifikationstheorie. R. M. Rohrer, Brunn 1932.
- Grundriss des tschechoslowakischen Zivilprozessrechtes. Calve, Prag 1935.